# 乔乌里亚恩
乔乌里亚恩（Jourian），是印度查谟-克什米尔邦Jammu县的一个城镇。总人口3628（2001年）。

## 人口
该地2001年总人口3628人，其中男性1840人，女性1788人；0—6岁人口421人，其中男226人，女195人；识字率74.72%，其中男性为81.25%，女性为68.01%。